# Nazionale maschile under 19 di football americano dell'Australia
La Nazionale di football americano Under-19 dell'Australia è la selezione maschile di football americano di Gridiron Australia, che rappresenta l'Australia nelle varie competizioni ufficiali o amichevoli riservate a squadre nazionali Under-19.

## Risultati
Legenda: Grassetto: Risultato migliore, Corsivo: Mancate partecipazioni

## Dettaglio stagioni

### Amichevoli
| Stagione | Vin | Par | Per | Tot | PF | PS | avversaria      |
| -------- | --- | --- | --- | --- | -- | -- | --------------- |
| 2010     | 0   | 0   | 1   | 1   | 6  | 49 | Samoa Americane |
| Totale   | 0   | 0   | 1   | 1   | 6  | 49 |                 |

Fonte: americanfootballitalia.com

### Tornei

#### Campionato mondiale

##### Fase finale
| Stagione | regular season | regular season | regular season | regular season | regular season | regular season | playoff | playoff | playoff | playoff | playoff | playoff   | playoff    |
|          | Vin            | Par            | Per            | Tot            | PF             | PS             | Vin     | Per     | Tot     | PF      | PS      | risultato | avversaria |
| -------- | -------------- | -------------- | -------------- | -------------- | -------------- | -------------- | ------- | ------- | ------- | ------- | ------- | --------- | ---------- |
| 2016     | 2              | 0              | 1              | 3              | 146            | 42             | 0       | 1       | 1       | 13      | 43      |           | Austria    |
| 2018     | 0              | 0              | 2              | 2              | 6              | 57             | 0       | 1       | 1       | 14      | 51      |           | Giappone   |
| Totale   | 2              | 0              | 3              | 5              | 152            | 99             | 0       | 2       | 2       | 27      | 94      |           |            |

Fonte: idrottonline.se

##### Qualificazioni
| Stagione | regular season | regular season | regular season | regular season | regular season | regular season | playoff | playoff | playoff | playoff | playoff | playoff   | playoff       |
|          | Vin            | Par            | Per            | Tot            | PF             | PS             | Vin     | Per     | Tot     | PF      | PS      | risultato | avversaria    |
| -------- | -------------- | -------------- | -------------- | -------------- | -------------- | -------------- | ------- | ------- | ------- | ------- | ------- | --------- | ------------- |
| 2009     |                |                |                |                |                |                | 0       | 1       | 1       | 7       | 12      |           | Nuova Zelanda |
| Totale   |                |                |                |                |                |                | 0       | 1       | 1       | 7       | 12      |           |               |

Fonte: idrottonline.se

#### Oceania Bowl
| Stagione | regular season | regular season | regular season | regular season | regular season | regular season | playoff | playoff | playoff | playoff | playoff | playoff       | playoff         |
|          | Vin            | Par            | Per            | Tot            | PF             | PS             | Vin     | Per     | Tot     | PF      | PS      | risultato     | avversaria      |
| -------- | -------------- | -------------- | -------------- | -------------- | -------------- | -------------- | ------- | ------- | ------- | ------- | ------- | ------------- | --------------- |
| 2012     |                |                |                |                |                |                | 0       | 1       | 1       | 7       | 93      | Secondo posto | Samoa Americane |
| 2015     |                |                |                |                |                |                | 1       | 0       | 1       | 13      | 7       | Campioni      | Nuova Zelanda   |
| Totale   |                |                |                |                |                |                | 1       | 1       | 2       | 20      | 100     |               |                 |

Fonte: idrottonline.se

### Riepilogo partite disputate
| Anno           | Luogo             | Evento                | Fase del torneo       | Incontro                    | Risultato |
| 2009           | Canberra          | Mondiale              | Qualificazioni        | Australia - Nuova Zelanda   | 7 - 12    |
| 2010           | Pago Pago         | Amichevole            |                       | Samoa Americane - Australia | 49 - 6    |
| 2011           | Pago Pago         | Samoa Bowl            |                       | Samoa Americane - Australia | 35 - 0    |
| 2012           | Gold Coast        | Mondiale/Oceania Bowl | Qualificazioni/Finale | Australia - Samoa Americane | 7 - 93    |
| 2015           | Kawana Waters     | Oceania Bowl          | Finale                | Australia - Nuova Zelanda   | 13 - 7    |
| 2016           | Harbin            | Mondiale              | Girone                | Cina - Australia            | 0 - 72    |
| 2016           | Harbin            | Mondiale              | Girone                | Australia - Giappone        | 0 - 42    |
| 2016           | Harbin            | Mondiale              | Girone                | Cina - Australia            | 0 - 74    |
| 2016           | Harbin            | Mondiale              | Finale 5º - 6º posto  | Australia - Austria         | 13 - 43   |
| 14 luglio 2018 | Città del Messico | Mondiale              | Prima fase            | Stati Uniti - Australia     | 38 - 0    |
| 18 luglio 2018 | Città del Messico | Mondiale              | Prima fase            | Svezia - Australia          | 19 - 6    |
| 22 luglio 2018 | Città del Messico | Mondiale              | Finale 5º - 6º posto  | Giappone - Australia        | 51 - 14   |

## Confronti con le altre Nazionali
Questi sono i saldi dell'Australia nei confronti delle Nazionali incontrate.

### Saldo positivo
| Nazionale | Giocate | Vinte | Pareggiate | Perse | PF  | PS | Ultima vittoria | Ultimo pari | Ultima sconfitta |
| --------- | ------- | ----- | ---------- | ----- | --- | -- | --------------- | ----------- | ---------------- |
| Cina      | 2       | 2     | 0          | 0     | 146 | 0  | 2016            | -           | -                |

### Saldo in pareggio
| Nazionale     | Giocate | Vinte | Pareggiate | Perse | PF | PS | Ultima vittoria | Ultimo pari | Ultima sconfitta |
| ------------- | ------- | ----- | ---------- | ----- | -- | -- | --------------- | ----------- | ---------------- |
| Nuova Zelanda | 2       | 1     | 0          | 1     | 20 | 19 | 2015            | -           | 2009             |

### Saldo negativo
| Nazionale       | Giocate | Vinte | Pareggiate | Perse | PF | PS  | Ultima vittoria | Ultimo pari | Ultima sconfitta |
| --------------- | ------- | ----- | ---------- | ----- | -- | --- | --------------- | ----------- | ---------------- |
| Svezia          | 1       | 0     | 0          | 1     | 6  | 19  | -               | -           | 2018             |
| Austria         | 1       | 0     | 0          | 1     | 13 | 43  | -               | -           | 2016             |
| Stati Uniti     | 1       | 0     | 0          | 1     | 0  | 38  | -               | -           | 2018             |
| Giappone        | 2       | 0     | 0          | 2     | 14 | 93  | -               | -           | 2018             |
| Samoa Americane | 3       | 0     | 0          | 3     | 13 | 177 | -               | -           | 2012             |